# Piano bastringue
 (mars 2016).
Si vous disposez d'ouvrages ou d'articles de référence ou si vous connaissez des sites web de qualité traitant du thème abordé ici, merci de compléter l'article en donnant les références utiles à sa vérifiabilité et en les liant à la section « Notes et références ».

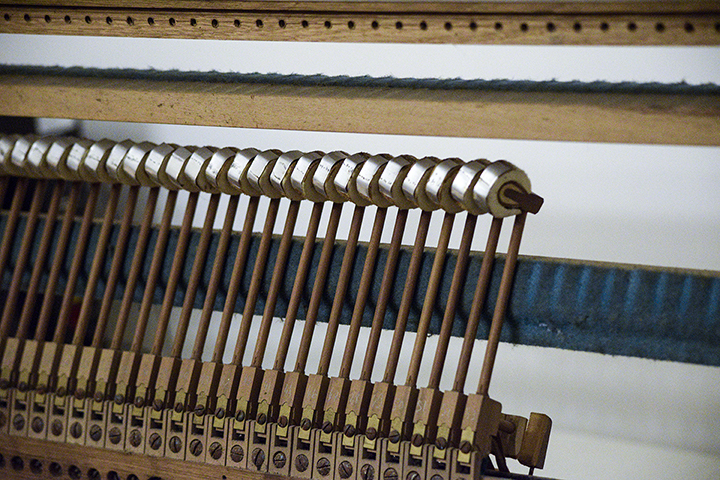
Marteaux de piano sur lesquels ont été collées des bandes de métal pour leur donner une sonorité de bastringue

Le piano bastringue, appelé aussi piano désaccordé, est un piano dont la sonorité originelle — soit à cause de l'usure de l'instrument, soit intentionnellement — s'est trouvée modifiée de telle sorte qu'elle procure une sensation auditive notablement distincte de celle que donne un piano conventionnel bien accordé en bon état d'entretien. Cette sonorité particulière définit un style appelé aussi « piano bastringue ». Elle est très souvent recherchée dans le ragtime et la musique charleston, mais a été appliquée aussi à bien d'autres genres de musique populaire.

## Les racines
Le (ou la) bastringue était à l'origine le nom d'une danse populaire tenue pour vulgaire. Par métonymie, le terme (au masculin) en est venu dès la fin du XVIIIe siècle à désigner à Paris les guinguettes où étaient pratiquées de telles danses. Ces établissements se sont dotés plus tard de pianos qui étaient soumis à dure épreuve, intensivement utilisés et peu entretenus. Les échappements et étouffoirs devenaient à la longue d'un fonctionnement approximatif tandis que les feutres des marteaux s'usaient et durcissaient, d'où un son plus perçant et résonant.
De plus, ces instruments utilitaires étaient rarement et mal réaccordés. En conséquence, les deux ou trois cordes de chaque chœur s'écartaient inévitablement de l'unisson, donnant aux notes aigües un battement caractéristique mais aussi une présence particulière (l'accordéon musette recourt à un principe analogue).
Sur des pianos dans un tel état, les accords d'au moins trois notes plaquées de la main droite sonnent faux, voire de façon décidément désagréable. En revanche, une ligne mélodique faite de notes séparées se signale par sa capacité à se faire entendre. C'est la raison pour laquelle le piano bastringue a contribué, au début du XXe siècle aux États-Unis, au développement de genres musicaux caractérisés par l'usage systématique de notes piquées : boogie-woogie, ragtime, style charleston etc., genres auxquels il est resté étroitement connoté.

## Différents types de bastringue
On a très tôt cherché à reproduire les timbres de pianos usés et peu entretenus, soit en les désaccordant délibérément, soit en durcissant l'attaque des marteaux, soit encore en combinant les deux procédés, l'un n'excluant pas l'autre.

### Piano désaccordé
En introduisant un léger écart (de l'ordre de 2 à 5 Hz) dans les hauteurs de note de chaque chœur, on obtient le son typiquement 1925 des enregistrements de charleston, de l'accompagnement des films muets au cinéma, de l'ambiance musicale des mauvais lieux d'autrefois, ou encore, appliquée à des airs ragtime ou country, l'atmosphère évocatrice des saloons de l'Ouest américain et des honky-tonks du Sud (qui étaient l'équivalent des « bastringues » au sens qu'avait ce mot en France au XIXe siècle).
L'effet peut être dosé à volonté. Un exemple assez extrême de piano intentionnellement désaccordé s'entend dans l'accompagnement de la chanson Bilbao-Song (en français (la Chanson de Bilbao) de Bertolt Brecht et Kurt Weil), dans la version enregistrée en 1955 par Lotte Lenya.
Dans les années 1950 et 1960, les musiques afro-cubaines ont fréquemment fait usage de pianos légèrement désaccordés.

### « Piano à punaises»
Un moyen simple pour donner à un piano conventionnel des attaques métalliques et percussives est de planter des punaises dans les marteaux. Cela est déconseillé comme risquant de contribuer à désagréger le feutre fixé sur ces derniers, sans compter qu'une punaise qui se détache accidentellement risque d'endommager les délicats mécanismes les actionnant. Un autre moyen consiste à coller une bande de métal sur le marteau, mais c'est une modification définitive. Une solution pratiquée depuis au moins la fin du XIXe siècle est de tendre entre les marteaux et les cordes une tringle garnie de bandes de textile sur lesquelles sont fixées en regard des cordes des petites pièces en métal. Ce système (souvent appelé « mandoline », car le son qui en résulte évoque un peu cet instrument dans les trémolos aigus) a l'avantage d'être amovible, mais n'est applicable qu'aux pianos droits.
À noter qu'en anglais tack piano signifie précisément « piano à punaises », tandis que l'expression plus générique honky-tonk piano recouvre le champ sémantique de « piano bastringue ».

### Piano mécanique
Avant la Seconde Guerre mondiale, les pianos mécaniques actionnés en y introduisant des pièces de monnaie tenaient dans les lieux publics la place que prendront plus tard les juke-boxes. Pratiquement tous ces pianos automatiques étaient dotés d'un système mandoline (ou de marteaux en bois dur), sonnaient donc à la façon bastringue, et on les appelait de ce mot. Une évocation de cette époque est la chanson Mets deux thunes dans l'bastringue, écrite (vers 1955) par Jean Constantin et notamment reprise par Catherine Sauvage.

## Utilisations
Le rythme le plus joué en sonorité bastringue est assurément le charleston, au piano solo ou accompagné d'un ensemble dans le style années 1920 (les « années folles »), c'est-à-dire dans la variante ragtime du jazz Nouvelle-Orléans, ainsi que le boogie-woogie. Plus généralement, ce son convient aux musiques de danse que produisaient autrefois les pianos mécaniques, tout autant valses que polkas, foxtrots, voire swing.
Il symbolise aussi les bars saloons des cow-boys américains et s'intègre aussi à la musique blue-grass dans un style fantaisiste western, accompagnant le banjo, l'harmonica, le violon voire la guitare folk à 12 cordes. Du piano bastringue sonorise l'un des restaurants de la Main Street de Disneyland Paris.
Avant l'arrivée des synthétiseurs, les musiciens rock ont souvent fait usage de pianos à punaises afin de varier le son des claviers. Le groupe B. Bumble and the Stingers s'en est fait une spécialité dès 1961 avec ses principaux hits Bumble Boogie puis Nut Rocker, mais ce son a fleuri surtout à partir de 1966 avec les Beach Boys (la partie centrale de Good Vibrations), les Doors (People Are Strange), les Kinks (Animal Farm), les Beatles (Ob-La-Di, Ob-La-Da, Rocky Raccoon), etc.
Cet effet a même été utilisé en musique classique. En 1962, dans Glenn Gould on Bach, Glenn Gould a interprété plusieurs compositions de Jean Sébastien Bach sur un piano modifié qu'il a appelé harpsipiano (de harpsichord, « clavecin ») : la vibration du métal contre le métal lors des attaques de notes donnant effectivement une sonorité évoquant celle d'un clavecin, avec en plus la puissance sonore et les possibilités d'expression d'un piano.

### Principaux artistes
Chacun de ces artistes enregistra de nombreux microsillons reparus ensuite sur CD, notamment au cours des années 1950 à 1970 :
- Winifred Atwell, jouant notamment des polkas, valses et boogie-woogies
- Russ Conway, connu pour le titre Roulette, s'accompagnant aussi bien souvent d'un grand orchestre
- François Vermeille, connu sur le pseudonyme d'Onésime Grosbois et son « piano d'occasion » avec un accompagnement de cuivres champêtres
- Michel Legrand joua aussi vers 1955 sur un piano volontairement très désaccordé
- La prolifique pianiste anglaise Mrs Mills employait un type atténué de piano à punaises, où le feutre des marteaux était durci par imprégnation de vernis
- Popoff et ses Bootleggers (secondé par le banjo)
- Emil Stern
- Tommy Larson
- Andy Loore, sur un accompagnement légèrement modernisé (années 1970)
- Knuckles O'Toole et son « Honky Tonk Ragtime Piano »
- Crazy Otto ou Fritz Schulz-Reichel

### Indicatifs et génériques
- La chanson Titine, dans le film Les Temps modernes, ainsi qu'un passage sonorisé de Une vie de chien, furent repris par Charlie Chaplin, joués par un piano bastringue, puis sur disque à partir de l'orchestre Maurice Villard.

- L'indicatif des Brigades du Tigre, tout comme la musique du générique du film Borsalino, composée par Claude Bolling, célèbre pianiste jazz et bar également, est au piano bastringue.

Parmi les principaux charlestons et airs typiquement joués au piano bastringue, reprenant quelques succès de variétés :
- Charleston
- Comic Strip (Serge Gainsbourg)
- Le Danseur de charleston (Philippe Clay)
- Dinah
- Elle s'était fait couper les cheveux, succès charleston des années 1920
- Hello Dolly
- Margie
- Le Sheik
- Barcelone de Boris Vian